# Die kluge Else
Die kluge Else ist ein Schwank (Märchentyp ATU 1450, 1383). Er steht in den Kinder- und Hausmärchen (KHM) der Brüder Grimm ab der 2. Auflage von 1819 an Stelle 34 (KHM 34). Zudem ist er in ähnlicher Form auch im dänischen, englischen und portugiesischen Sprachraum bekannt.

## Inhalt
Die kluge Else, wie sie von ihren Eltern genannt wird, soll verheiratet werden. Als Hans, der um sie freit, zu Besuch ist, geht Else in den Keller, um Bier zu holen. Dort sieht sie über dem Bierfass eine Kreuzhacke in der Wand stecken und stellt sich vor, diese könnte herunter fallen und das Kind erschlagen, das sie einmal mit Hans bekommen könnte, würde sie ihn heiraten. Wegen dieses bevorstehenden Unglücks beginnt sie laut zu weinen und bleibt im Keller. Nacheinander werden die Magd, der Knecht und die Frau geschickt, um nach ihr zu sehen, schließlich geht der Vater selbst. Als sie von Else den Grund ihres Jammers erfahren, beginnen auch sie zu weinen. Zum Schluss geht auch Hans in den Keller, hört von dem möglicherweise eintretenden Unglück und beschließt mit den Worten „mehr Verstand ist für meinen Haushalt nicht nöthig“ die kluge Else zu heiraten.
Im zweiten Teil der Erzählung sind Hans und Else schon eine Weile verheiratet. Hans geht zur Arbeit, um Geld zu verdienen, Else soll derweil das Korn schneiden. Sie kocht sich einen Brei, nimmt ihn mit auf das Feld, isst ihn, noch bevor sie mit der Arbeit begonnen hat und legt sich danach schlafen. Als Hans heimkommt, meint er erst, sie sei noch bei der Arbeit und lobt ihren Fleiß. Als er sie jedoch schlafend im Korn findet, hängt er ihr ein Vogelgarn mit kleinen Schellen um, geht heim, schließt die Haustür zu und setzt seine Arbeit fort. Als Else im Dunkeln erwacht und die Schellenkleidung bemerkt, kennt sie sich selbst nicht mehr. Sie geht nach Hause und fragt an der Tür, ob Else drinnen sei. Als sie hört „ja“, läuft sie davon („ach Gott, dann bin ichs nicht“) und wurde nicht mehr gesehen.

## Vergleiche
Grimm weist auf die Ähnlichkeit mit Hansens Trine hin, das in der Erstauflage an selber Stelle stand (KHM 34a): Dieses Märchen enthält nur den zweiten Teil über Trines Faulheit, woraufhin Hans der Schlafenden den Rock abschneidet (eine volkstümliche Strafe für "unzüchtige" Frauen) und Trine vergnügt ihre Identität aufgibt. Eine ähnliche Identitätskrise gibt es ebenfalls in Der Frieder und das Katherlieschen (KHM 59). Dabei gehört Die kluge Else zu Märchentyp AaTh 1450 Holen eines Getränks und absurde Sorge um künftiges Unheil, der v. a. in West-, Mittel- und Südosteuropa nachgewiesen ist. Die Motivforscher Johannes Bolte und Georg Polívka betonen die zwei unverbundenen Motive der "unnützen Gedanken über künftiges Unglück des noch nicht geborenen Kindes" und die "an ihrer Identität irre" gewordene Frau.
Die Grimms betitelten mehrere Dummenschwänke ironisch mit Klugheit: KHM 32 Der gescheite Hans, KHM 77 Das kluge Gretel, KHM 104 Die klugen Leute, KHM 162 Der kluge Knecht. Weitere männliche Pendants sind KHM 7, 84, 143, ein weibliches KHM 139. Hans-Jörg Uther findet für die Konzeption des Schwanks bis zu Elses Heirat literarische Vorbilder im 16. und 17. Jahrhundert, für Einzelmotive auch früher. Der Subtext der gebrochenen Frau ist hier recht deutlich.
Arthur Schnitzler greift in seiner Novelle Fräulein Else ein ähnliches Thema auf, indem Else von ihren Eltern zur Prostitution getrieben wird. Die kluge Else wird erwähnt in Wittgensteins Bemerkungen über Frazers Golden Bough Teil II, S. 144. In Franziska Sperrs moderner Kurzgeschichte hetzt Else durchs Kaufhaus, um einen Reißverschluss für Hans’ Hose zu kaufen, bis sie, abgelenkt von Kleidungsstücken, Cafeteria und überteuertem Korkenzieher, in Wahnvorstellungen zusammenbricht.
Der erste Teil des Märchens ist auch als Das kluge Mädchen in Friedrich von der Leyens und Paul Zaunerts Nordische Volksmärchen: Teil 1: Dänemark/Schweden von 1922 zu finden. In dieser dänischen Version von Svend Grundtvig verlässt der Freier seine Zukünftige und kehrt nie wieder zurück. In einer portugiesischen Version von Francisco Adolfo Coelho, die im Deutschen unter dem Titel Das Beil in Portugiesische Märchen von Harri Meier und Dieter Woll veröffentlicht wurde, beschließt der Bräutigam nach dem Besuch bei seiner Zukünftigen, sich eine andere zu suchen, trifft dann aber auf eine Menge Leute mit noch viel weniger Verstand, woraufhin er erkennt, dass seine Braut doch gar nicht so dumm ist und die Heirat wird doch noch in die Wege geleitet. Eine ähnliche englische Version von Joseph Jacobs erhielt im Deutschen den Titel Die drei Törichten. Der Schwank ist in England weit verbreitet, wo 6 vollständige Versionen erhalten geblieben sind.

## Interpretation
Erika Alma Metzger deutet Die kluge Else, deren Name (Ilse) schon auf Verwandtschaft mit Undinen, also Mächten der Tiefe hindeute, zusammen mit Der Frieder und das Katherlieschen als Entwicklung einer Paranoiden Schizophrenie. Man denke dazu auch an die Schwarzerle oder Ilse, der dämonische Kräfte nachgesagt wurden. Eugen Drewermann sieht das Ich von Elses Vater durch Leistungsideale zerbrochen. Er identifiziert sich narzisstisch mit der Tochter, die klug sei, v. a. aber wie er versagen muss, um ihn nicht abzuwerten. So ein Kind entwickelt ein feines Gespür dafür, zu denken, was die anderen denken, jeden "Wind auf der Gasse" und jeden drohenden Schatten einer Fliege an der Wand zu ahnen. Die latente Vernichtungsdrohung internalisierter Aggression, die vatergöttliche Doppelaxt (im Märchentext „Kreuzhacke“) steckt tief im Familienfundament. Das Denken verkommt zum Handlungsersatz zur Rationalisierung eigener Verzweiflung. Wer sich stets widerwillig zu Leistung nötigt, wird oft von der Arbeit durch Hunger und Schlafbedürfnis abgelenkt, eine Art oral-mütterlicher Gegenpol zu den väterlichen Ansprüchen. Die psychotische Identitätskrise zerbricht die Bindungen und wandelt anfangs noch gut gemeinte Ratschläge in Zynismus. Im Vorwort seines Buchs Die Angst vor Zurückweisung. Hysterie verstehen spricht Heinz-Peter Röhr 2018 seine Wahl aus, den Begriff der Histrionische Persönlichkeitsstörung der Fachsprache anstatt Hysterie im Fall der klugen Else nicht zu benutzen "weil sich histrionisch im alltäglichen Sprachgebrauch wenig durchsetzen" kann. Er meint dazu, es sei zweifelhaft, ob die Veränderung des Begriffs die Vorurteile ("hysterisch" häufig als Schimpfwort verwendet) mindert.
Das Material wurde verarbeitet im gleichnamigen Lied von Schobert & Black auf ihrer Platte In unsrer Eigenschaft als Freund von 1977. Dort wird vorgeschlagen, die Hacke herunterzunehmen, was Else jedoch aus Ehrfurcht vor der Tradition verwirft, und am Schluss wird tatsächlich ihr Kind von der Hacke erschlagen.
Des Weiteren gibt es ein Musiktheaterstück von Sven Daigger (Uraufführung Rostock 2012).